# بطولة المنتخبات الأربعة 2018
بطولة المنتخبات الأربعة 2018 هي بطولة كرة قدم ودية شاركت فيها منتخبات أنغولا، جنوب أفريقيا، زامبيا وزيمبابوي. أقيمت البطولة في مارس 2018 خلال أسبوع الفيفا للمباريات الودية. أقيمت قرعة لتحديد مباريات نصف النهائي في 12 مارس 2018.

## المباريات

### نصف النهائي
| جنوب إفريقيا | 1–1 (ب.و.إ.) | أنغولا    |
| ------------ | ------------ | --------- |
| موتيبا 51'   | تقرير        | جالما 33' |

| زامبيا                  | 2–2 (ب.و.إ.) | زيمبابوي                            |
| ----------------------- | ------------ | ----------------------------------- |
| شونغا 64' · كامبولي 90' | تقرير        | شاموجومبا 47' (ه.ع.) · شاوابيوا 74' |

### تحديد المركز الثالث
| أنغولا                 | 2–2 (ب.و.إ.) | زيمبابوي                 |
| ---------------------- | ------------ | ------------------------ |
| جالما 45+1' · يانو 90' | تقرير        | أميدو 22' · شاوابيوا 54' |

### النهائي
| جنوب إفريقيا | 2–0   | زامبيا                   |
| ------------ | ----- | ------------------------ |
|              | تقرير | - تاو 15' - موتيبا 91+1' |

## الهدافون
هدفين
- جالما كامبوس
- ليبو موتيبا
- تالنت شاوابيوا

هدف واحد
- يانو
- بيرسي تاو
- لازاروس كامبولي
- جاستن شونغا
- بريان أميدو

أهداف عكسية
- إيساك شاموجومبا (ضد زيمبابوي)